# جيف باتلر (لاعب كرة قدم)
جيف باتلر (بالإنجليزية: Jeff Butler)‏ هو لاعب كرة قدم بريطاني، ولد في 8 يناير 1934 في إنجلترا في المملكة المتحدة، وتوفي في 22 أبريل 2017.